# Your heart belongs to me (Hind)
Your heart belongs to me is een single van Hind Laroussi. Dit nummer was de Nederlandse inzending voor het Eurovisiesongfestival 2008. Hind nam al eens eerder deel, maar kwam toen niet verder dan de Nederlandse voorrondes. Toen zij eenmaal aan Idols I had meegedaan (ze werd derde in 2003) was in 2007 de tijd rijp voor een deelname aan het Eurovisiesongfestival. De NOS, toenmalig organisator had besloten geen voorrondes te houden, maar Hind direct als vertegenwoordiger aan te wijzen. Hind kwam met een aantal liedjes, maar uiteindelijk viel de keus op Your heart belongs to me, dat ze al een aantal jaren eerder had geschreven. De première was weggelegd voor Claudia de Breij met haar televisieprogramma Thank God it's Friday.
Tijdens het Eurovisiesongfestival 2008 behaalde ze 27 punten tijdens de eerste voorronde op 20 mei 2008, en ging niet door naar de finale. De verkoop van de single was geen groot succes.

## Hitnotering

### Nederlandse Top 40
| Positie: | 34 | 27 | 34 | 39 | uit |

### NederlandseDaverende 30
| Positie: | 66 | 63 | 36 | 16 | 50 | 32 | uit |

1956: De vogels van Holland / Voorgoed voorbij · 1957: Net als toen · 1958: Heel de wereld · 1959: 'n Beetje · 1960: Wat een geluk · 1961: Wat een dag · 1962: Katinka · 1963: Een speeldoos · 1964: Jij bent mijn leven · 1965: 't Is genoeg · 1966: Fernando en Filippo · 1967: Ring-dinge-ding · 1968: Morgen · 1969: De troubadour · 1970: Waterman · 1971: Tijd · 1972: Als het om de liefde gaat · 1973: De oude muzikant · 1974: Ik zie een ster · 1975: Ding-a-dong · 1976: The party's over · 1977: De mallemolen · 1978: 't Is O.K. · 1979: Colorado · 1980: Amsterdam · 1981: Het is een wonder · 1982: Jij en ik · 1983: Sing me a song · 1984: Ik hou van jou · 1986: Alles heeft ritme · 1987: Rechtop in de wind · 1988: Shangri-la · 1989: Blijf zoals je bent · 1990: Ik wil alles met je delen · 1992: Wijs me de weg · 1993: Vrede · 1994: Waar is de zon · 1996: De eerste keer · 1997: Niemand heeft nog tijd · 1998: Hemel en aarde · 1999: One good reason · 2000: No goodbyes · 2001: Out on my own · 2003: One more night · 2004: Without you · 2005: My impossible dream · 2006: Amambanda · 2007: On top of the world · 2008: Your heart belongs to me · 2009: Shine · 2010: Ik ben verliefd (sha-la-lie) · 2011: Never alone · 2012: You and me · 2013: Birds · 2014: Calm after the storm · 2015: Walk along · 2016: Slow down · 2017: Lights and shadows · 2018: Outlaw in 'em · 2019: Arcade · 2020: Grow · 2021: Birth of a new age · 2022: De diepte · 2023: Burning daylight · 2024: Europapa